# تأطير زمني
يشير التأطير الزمني في إدارة الوقت إلى فترة زمنية ثابتة تسمى الإطار الزمني، تجري فيها نشاطات مخطط لها مسبقًا. تستخدم من قبل العديد من نهج إدارة المشاريع وفي إدارة الوقت الشخصي أيضًا.

## في إدارة المشاريع
يستخدم التأطير الزمني في تقنيات تخطيط المشاريع. يقسم الجدول الزمني إلى عدد من الفترات الزمنية المنفصلة (الأطر الزمنية)، يكون لكل منها مواد قابلة للتسليم وموعد نهائي وميزانية. يشار إليها أحيانًا أنها «مجدولة مثل المتغيرات المستقلة». 

### بديل لإدارة نطاقات المشاريع الثابت
يوجد في إدارة المشاريع بشكل عام ثلاثة قيود هي الوقت (أحيانًا جدولة)، والكلفة (أحيانًا الميزانية)، وإدارة نطاق المشروع، وأحيانًا تضاف النوعية كقيد رابع (ممثلة بمنتصف المثلث) ويفترض أن تغيير أي قيد سوف يؤثر على القيود الأخرى.
تعمل المشاريع عادة حتى مجال ثابت بدون التأطير، وفي هذه الحالة عندما يصبح واضحًا أن بعض المواد التي يجب تسليمها لا يمكن أن تكتمل خلال الجدول الزمني المخطط له، يتوجب إما تمديد الموعد النهائي «لإعطاء مزيد من الوقت لإكمال النطاق الثابت»، أو إدخال عدد أكبر من الناس «لإكمال النطاق الثابت في الوقت نفسه». غالبًا يحدث كلاهما معًا مسببين تأخرًا في التسليم وزيادة في التكاليف، وغالبًا انخفاضًا في النوعية (وفقًا لقواعد كتاب ذا ميثيكال مان-مونث).
مع استخدام التأطير أصبح الموعد النهائي ثابتًا ما يعني أنه يجب تخفيض المجال. إذ يعني ذلك أن على المنظمات أن تركز أولًا على إكمال أهم جزء من المواد الواجب تسليمها، يعمل التأطير الزمني جنبًا إلى جنب مع مخطط للمواد ذات الأولوية في التسليم (مثل طريقة موسكو).

### إدارة الخطر
تستخدم الأطر الزمنية كشكل من أشكال إدارة الخطر، لنحدد خارجيًا علاقات الزمن والمهام المبهمة، بعبارة أخرى نحدد العمل الذي يمكن أن نمدده قبل مضي موعده النهائي. غالبًا ما تكون القيود الزمنية هي المحرك الرئيسي للتخطيط ولا يجب تغييرها بدون الأخذ بعين الاعتبار المسارات الحرجة للمشروع والمشاريع الفرعية.
إذ أنه من المهم عادةً أن نلتزم بالمواعيد النهائية. قد تتضمن عوامل الخطر الناتجة عن عدم الالتزام بالمواعيد النهائية تعقيدات تعكس تيار المشروع، وأخطاء في التخطيط داخل المشروع، ومشاكل متعلقة بفريق العمل، أو تنفيذ خاطئ للخطة. قد تتضمن المشاكل العاكسة لتيار المشروع تغيرات في مهام المشروع أو التراجع عن دعم من الإدارة. خطأ شائع في التنفيذ هو تعطل مهمة غير مناسب ما قد يؤدي إلى خطأ في تقدير الزمن اللازم لأداء العمل. قد تتضمن المسائل المتعلقة بالفريق مشاكل في التواصل بين الفريق، أو نقص في الخبرة، أو الفعالية المطلوبة، أو ضعف في الالتزام، أو القيادة، أو التحفيز (بعبارة أخرى الإدارة الضعيفة والبناء الفريق الضعيف).